# Cloșca, Tulcea
Cloșca este un sat în comuna Horia din județul Tulcea, Dobrogea, România. Se află în partea central-vestică a județului,  la poalele nordice ale podișului Babadagului.
Așezat la 2 km SE de Horia, satul Cloșca este amplasat pe râul Taița, la poalele dealului Consul. În trecut așezarea purta denumirea de Dau(t)cea, ceea ce s-ar traduce din limba turca “satul lui Daud”. Ca și Ortakioiul, satul Daucea apare menționat pentru prima dată într-un defter otoman din anul 1584, sub denumirea de Daun-colcar. Într-un alt defter (registru) din secolul al XVII – lea găsim satul Dazuca. Pe harta austriacă din 1790 satul este notat ca Dauez. În călătoria sa prin Dobrogea, reputatul agronom Ion Ionescu de la Brad menționeaza satul Cloșca sub denumirea de Daoutcha.